# Mouctar Diakhaby
Mouctar Diakhaby, född 19 december 1996, är en fransk-guineansk fotbollsspelare som spelar för Valencia i La Liga.

## Karriär
Diakhaby debuterade i Ligue 1 den 10 september 2016 i en 3–1-förlust mot Bordeaux.
Den 28 juni 2018 värvades Diakhaby av Valencia, där han skrev på ett femårskontrakt. I januari 2023 förlängde Diakhaby sitt kontrakt i klubben fram till sommaren 2027.